# Berliner TSC
Berliner TSC is een Duitse sportclub uit het Berlijnse stadsdeel Prenzlauer Berg. De club werd opgericht op 18 februari 1963 als TSC Berlin en ontstond uit een fusie tussen de sportclubs SC Rotation Berlin, SC Einheit Berlin en TSC Oberschöneweide. 

## Geschiedenis
In 1961 besloot de SED om in Oost-Berlijn een nieuwe sportclub op te richten als burgerlijke tegenhanger voor de legerclubs ASG Vorwärts Berlin en SC Dynamo Berlin. Na twee jaar voorbereiding werden SC Rotation, SC Einheit en TSC Oberschöneweide samengevoegd tot het nieuwe TSC Berlin. Omdat de club aanvankelijk 21 sportafdelingen aanbood was de club over heel Oost-Berlijn vertegenwoordigd. Al snel volgende er successen en behaalden atleten van de club Olympische medailles. 
Door herstructurering verdwenen sommige sportafdelingen uit het aanbod. Zo besloot de overheid in 1965 dat de voetbalafdelingen van de sportclubs onafhankelijk moesten worden als een FC. De meeste FC's speelden in de hoogste klasse, maar ook de afdeling van TSC werd een FC, opnieuw met als doel een burgerlijke tegenhanger te vormen voor FC Vorwärts en FC Dynamo. Hier werd 1. FC Union Berlin opgericht. In 1968 gingen schaken, tafeltennis en tennis naar BSG Außenhandel Berlin. Ook basketbal, waterpolo en ijshockey werden beëindigd. In 1969 ten slotte gingen de watersporten roeien, zeilen en kanovaren naar het nieuw opgerichte SC Berlin-Grünau. 
In 1973 kreeg de club een nieuw complex in de Werner-Seelenbinder-Halle en had daarmee eindelijk een vaste stek. Door het ietwat beperktere aanbod specialiseerde de club zich meer. Vooral in zwemmen en wielrennen werden vele prijzen gewonnen. 
Door de boycot van de Olympische Spelen van 1984 door de Oostblokstaten liepen de TSC-atleten vele medailles mis. 
Na de Duitse hereniging werd op 9 juli 1991 de naam Berliner TSC aangenomen. De reden hiervoor was dat in West-Berlijn al de club TSC Berlin 1893 bestond.

## Sporten

### Voetbal
De voetbalafdeling nam de plaats van TSC Oberschöneweide over in de DDR-Liga. In het eerste seizoen werd de club derde en in het tweede vicekampioen achter SC Neubrandenburg. In het derde seizoen werd de zevende plaats behaald. Tijdens het vierde seizoen ging de club over in 1. FC Union Berlin en werd kampioen. In 2023 promoveerde de club naar de Bezirksliga.

### Roeien
Vooraleer de watersporten naar SC Berlin-Grünau gingen wonnen de roeiers verschillende titels. In de verschillende onderdelen werden 23 landstitels behaald in zes jaar tijd.

### Volleybal
De volleybalafdeling speelde tussen 2006 en 2009 in de 2. Bundesliga, maar trok zich dan om financiële redenen terug naar de Regionalliga. Ten tijde van de DDR werden ze in 1984 en 1986 landskampioen.